# Moona spermophaga
Moona spermophaga är en stekelart som beskrevs av Kim och La Salle 2005. Moona spermophaga ingår i släktet Moona och familjen finglanssteklar. Inga underarter finns listade i Catalogue of Life.